# Повість про розорення Рязані Батиєм

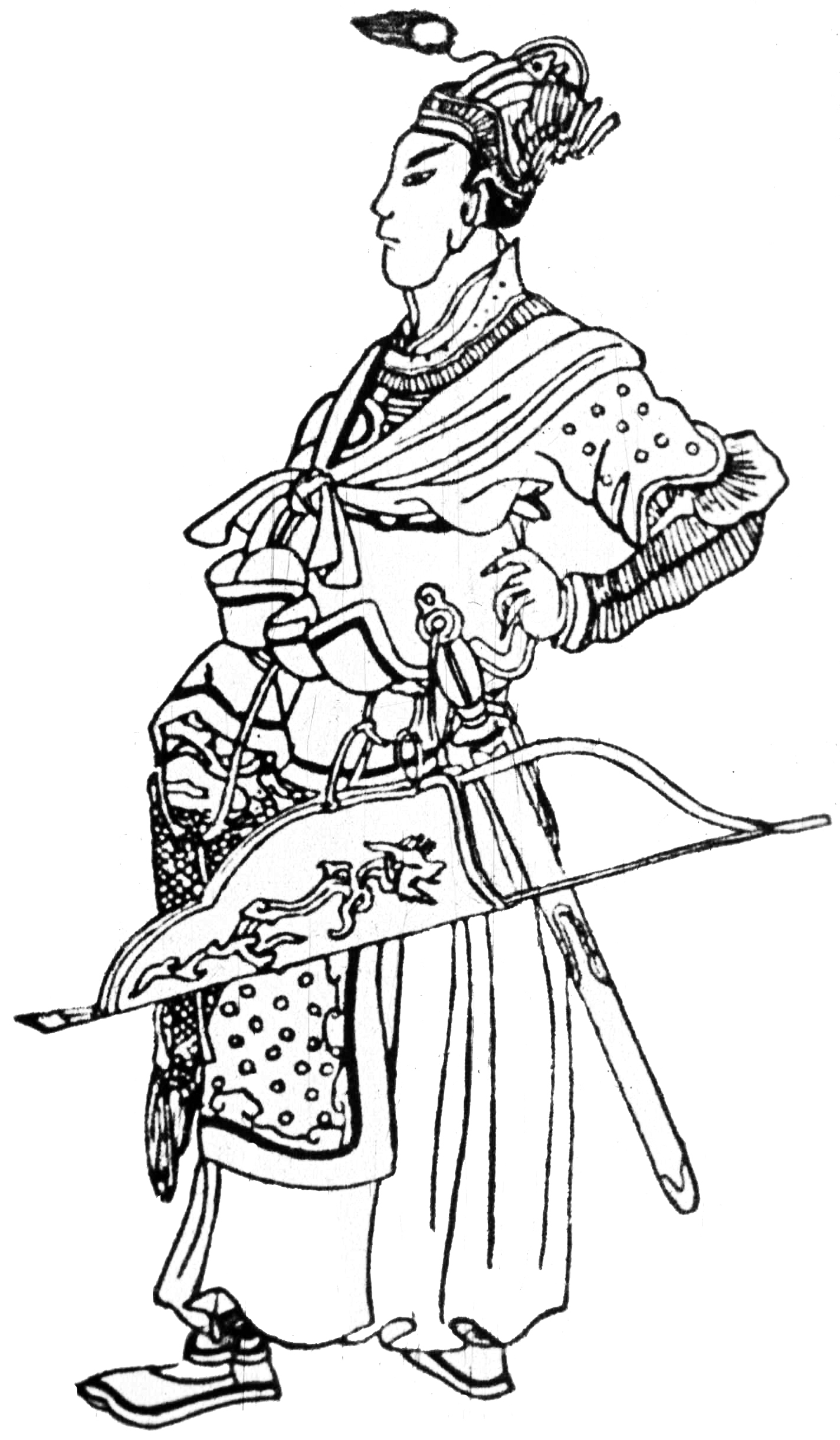
Хан Батий (китайська гравюра).

Повість про розорення Рязані Батиєм — один з найдосконаліших, на думку дослідників, творів літератури Московії. Повість, присвячена взяттю Рязані монголо-татарами в грудні 1237 року.

## Загальні відомості
Повість про розорення Рязані Батиєм дійшла в списках, найстарші з яких датуються другою третиною XVI ст. У цих трьох найдавніших списках відбиті три різновиди тексту (за класифікацією Д. С. Ліхачова). У старших списках Повість читається в складі циклу творів про Николу Заразського, утвореному «Сказанням про перенесення Николина образа з Корсуня до Рязані» (у 1225), Повістю, «Коломенським чудом» (про події 1521 і 1531) і «Родом попівським», доведеним до 1561—1615 років. 
Таким чином, виникають проблеми про співвідношення старших редакцій Повісті й про ступінь близькості їхньому архетипові; про художню організацію її тексту і про хронологічні рамки його створення; про час появи Заразського циклу і про співвідношення творів, що у нього входять. В. Л. Комарович вважав, що Повість є пізнішим поширенням «Сказання про перенесення Николина образа», а часом створення циклу вважав 1530—1560 роки. Д. С. Ліхачов на основі вивчення 34 списків XVI—XVIII ст. виділив редакції пам'ятника, дав їхню класифікацію, визначив особливості кожної з них. Ним відзначені «різнотипність, різночасність і нерівноцінність» складових творів, підкреслено, що Повість «тільки була включена в Заразський цикл», а її створення віднесене до 1-ї половини XIV ст. А. Поппе довів пізніше походження культу Николи Корсунського (Заразського), появу якого зв'язав з 1530-ми роками, до цього ж часу ним відноситься і створення «Сказання про перенесення Николина образа». І. А. Євсєєва на основі вивчення складаючих Заразський цикл творів також прийшла до висновку, що він, за винятком Повісті, був створений у 1530-х роках і об'єднаний темою чудес Николи і його ікони. Таким чином, Повість до включення в цикл близько 200 років існувала як самостійний твір.
Точніше всього історія розгрому Рязані викладена в Новгородському І літописі, куди вона потрапила, як було доведено Д. С. Лихачовим, з рязанського літописання, яке не дійшло до нас, але в Повісті історичний факт узяття столиці Рязанського князівства став основою літературного сюжету, підпорядкованого чіткому ідейно-художньому задумові автора. Навала монголо-татар сприймалася сучасниками як кінець світу, як «велика кінцева погибель» (порівняйте «Повість про битву на Калці», «Слово про погибель Руської землі», проповіді Серапіона Печерського). Створена, за спостереженням Н. С. Демкової, на основі структури «літописної повісті» (виклад обставин смерті князя, плач по ньому, поховання, похвала померлому), Повість, що описала смерть цілого міста і роду рязанських князів, плач по них, розповідь про поховання і похвалу підпорядкувала головній ідеї — «великій кінцевій погибелі» — історичний матеріал. Дії рязанських князів у Повісті підпорядковані ідеальному уявленню автора про те, як потрібно боротися за рідну землю. Якщо в літописах повідомляється, що князі билися в облозі, то в тексті пам'ятника розказано про те, що вони як рівні виступили назустріч «велицій силі» Батия. Опис битви «рязанського панування» на сюжетному рівні реалізує фразу похвали: «паче міри хоробрі».
У Повісті монголо-татари стали переможцями не тому, що є переможені, а тому, що їхніх супротивників не залишилося в живих. Федір Юрійович, посланий до Батия з дарунками, був убитий, відмовивши цареві в праві переможця. Загибель Євпраксії з сином — не тільки розповідь про подружню любов, а й підтвердження цього відмовлення. Неможливість залишатися в живих переможеним спонукала Євпатія Коловрата з дружиною в 1700 чоловік напасти на стани Батия. Темою, що з'єднала воєдино всі епізоди Повісті, є тема смерті. Рефрен «вси равно умроша и єдину чашу смертную пиша. Ни єдинъ отъ нихъ возвратися вспять, вси вкупЂ мертвии лежаша» читається в Повісті тричі (після опису загибелі князів із дружиною; після загибелі Рязані; в авторському плачі над загиблими дружинами) і містить її ключовий образ — «єдиної смертної чаші» для усіх: князів, священиків, народу. З цим зв'язана основна емоційна тональність твору і використання як композиційну одиницю форми плачу. У тексті Повісті їх 7: над тілом Федора плакав Апониця; про убитого Федора плакав «весь град на мног час»; «в горести души своея» над Рязанською землею, а потім і Рязаню плакав Євпатій Коловрат; над попелищем і убитими братами плакав Інгвар Інгорович; можна говорити і про авторський плач у Повісті. Усі плачі зв'язані способом побудови (сприйняття картини смерті — плач — перехід до нової ситуації), причому їхня розмаїтість досягається за рахунок варіювання (розростання, ускладнення перерахуваннями, подвоєнь) кожної з трьох складових.
Публіцистичність звучання, емоційність плачів, спільність художніх прийомів і, нарешті, основна ідея зближають Повість з літературою 70-х років XIII ст. Допущені історичні неточності можуть бути пояснені не епічною віддаленістю, а художніми завданнями автора (наприклад, загибель Олега Красного — за Повістю першого князя, що загинув за віру, — оточує ореолом святості всіх рязанських князів) або публіцистичними цілями (можливо, боротьба за Муром і Коломну з Московським князівством зробила потрібним присутність у братському війську князів Давида Муромського і Гліба Коломенського).
Талант автора Повісті відзначався багатьма дослідниками. Д. С. Лихачов писав про «єдиний пам'ятник рязанської літератури, що дійшов до нас»: «Створене на попелище, воно зберегло той чудовий „штиб“ і точність стилістичного карбу, по яких орієнтується не тільки особиста обдарованість автора, а й приналежність його до цілої школи майстерності». Повість уплинула на багато творів пізнішої московської літератури («Задонщину», «Повість про взяття Царграда турками» Нестора-Іскандера, «Повість про навалу Тохтамиша» та ін.). У літературі нового часу текст Повісті був використаний у романі В. Яна «Батий», став поштовхом для створення Сергієм Єсеніним поеми «Євпатій Коловрат».